# Acacia elata
Espèce
Acacia elata, connu sous les noms anglais de cedar wattle ou de mountain cedar wattle, est une espèce de plantes à fleurs du genre Acacia et de la famille des Fabaceae. C'est un arbre trouvé en Australie.